# Левін Володимир Олексійович
Володимир Олексійович Левін (нар. 28 вересня 1939, Алмати, Казахстан) — радянський і російський вчений-механик, спеціаліст у галузі механіки суцільних середовищ. Академік РАН.

## Біографія
Володимир Олексійович Левін народився 28 вересня 1939 року в місті Алмати . Його батьки були вчителями: батько — викладач математики, мати — Ганна Андріївна Горячова — викладач історії. Закінчив 25-у середню школу Алмати.
В 1956 році вступив на механіко-математичний факультет МДУ імені М. Ломоносова, який закінчив у 1961 році по кафедрі гідромеханіки.
В 1964 році закінчив аспірантуру там же, його вчителем був Чорний Горимир Горимирович. Працював у ЦІАМ імені П. І. Баранова (1964—1968).
У перший день виробничої практики студенту 5-го курсу механіко-математичного факультету МДУ В. Льовину керівник практики Чорний Горимир Горимирович запропонував подивитися експериментальний запуск іонного двигуна, що розробляється ЦІАМ. Експеримент, який несподівано готувався довго і ретельно закінчився повною катастрофою: двигун вибухнув з значним шумом. Повернувшись до керівника, В. Левін спробував з гумором переказувати побачене: і розліт установки на дрібні шматочки, і їдкий дим, що валив клубами, і подальші «вибухи» ненормативної лексики… Г. Г. Чорний змінив в особі: "Треба було тебе спочатку заставити копати траншеї.
В 1965 захистив дисертацію на здобуття наукового ступеня кандидата фізико-математичних наук (тема роботи — «Деякі завдання динаміки газу, утвореного зарядженими частинками»)..
З 1968 — в Інституті механіки МДУ. Завідувач лабораторії газодинаміки вибуху та реагуючих систем (з 1979 року)  . Одночасно викладав на мехматі МДУ; з 1969 року В. А. Левін читав для студентів кафедри гідромеханіки спеціальний курс «Поширення ударних та детонаційних хвиль у горючій суміші газів» .
В 1976 захистив дисертацію на здобуття наукового ступеня доктора фізико-математичних наук (тема дисертації- «Поширення ударних і детонаційних хвиль у горючій суміші газів»)..
В 1984 року отримав звання професора кафедри гідромеханіки механіко-математичного факультету МДУ; продовжував працювати на цій кафедрі до 2008 .
31 березня 1994 року був обраний член-кореспондентом РАН, а з 25 травня 2006 року став дійсним членом РАН (по Відділенню енергетики, машинобудування, механіки та процесів управління).
З 1994 року Левин працював також в Інституті автоматики та процесів управління Далекосхідного відділення РАН, був заступником директора з наукової роботи (з 2004 року виконував обов'язки директора), був завідувач відділу математичного моделювання, механіки та моніторингу природних процесів.
Член Російського національного комітету з теоретичної та прикладної механіки (1985), член Наукової ради РАН з горіння (1987). Професор Варшавського університету (1979)  . Є членом низки дисертаційних рад із присудження докторських та кандидатських ступенів, членом редколегії журналів «Доповіді Академії Наук», «Фізика горіння та вибуху», «Інженерно-фізичний журнал», «Сибірський журнал індустріальної математики» .
З 2008 року — завідувач кафедри обчислювальної механіки механіко-математичного факультету МДУ  . Читає студентам мехмата курс «Поширення вибухових та детонаційних хвиль у газах» . Є науковим керівником магістерської програми «Чисельне моделювання завдань МСС з використанням сучасних високопродуктивних обчислювальних систем» в рамках напряму «Механіка та математичне моделювання» .

## Наукова діяльність
До основних областей наукових інтересів Володимира Олексійовича Левіна відносяться:
- теорія вибуху і детонації в різних середовищах;
- динаміка реагуючих середовищ;
- рух тіл з великими швидкостями в атмосфері з урахуванням фізико-хімічних перетворень;
- знаходження оптимальних аеродинамічних форм;
- теорія газодинамічних лазерів.

У цих областях ним отримані фундаментальні результати.
В 1961 році Володимир Левін досліджував розліт згустків заряджених частинок та плазми.
В 1963 вирішив завдання про нейтралізації потужних іонних потоків електронами.
В 1967 Володимир Левін і Горимиром Чорний відкрили асимптотичні закони поведінки перестиснутих детонаційних хвиль при їх віддаленні від місця ініціювання; при цьому було показано, що плоска хвиля детонації асимптотично прагне режиму Чепмена-Жуге, а циліндрична та сферична хвилі переходять до цього режиму вже на кінцевій відстані від місця виникнення.
Тоді ж, у 1967—1968 роках, В. А. Левін спільно з Віктором Коробейніковим досліджував ініціювання детонації в горючій суміші газів за допомогою вибуху, вивчивши стійкість детонаційних хвиль і теоретично обґрунтувавши виникнення коливальних режимів обтікання тіл такою сумішшю газів   .
Завдання про точковий вибух у горючій суміші газів Володимир Левін досліджував для течій з плоскою, циліндричною і сферичною симетрією з урахуванням кінцевої швидкості хімічних реакцій, що протікають; при цьому для рухів з циліндричними та сферичними хвилями була встановлена залежність мінімального радіуса області, при якій в навколишньому просторі реалізується детонація від величини тиску всередині даної області. Було також проведено дослідження хвильових процесів при поширенні детонації в плоских каналах складної форми, заповнених стехіометричною водень-повітряною сумішшю, що знаходиться при нормальних умовах, з урахуванням реальної кінетики хімічної взаємодії. Левіним було також досліджено ініціювання сферичної та циліндричної детонації в горючій суміші водню з хлором при підведенні енергії електричним розрядом до суміші.
Левіним виконано цикл досліджень щодо виникнення та поширення вибухових та детонаційних хвиль у горючій суміші газів аж до переходу в режим Чепмена — Жуге. Він виявив і обґрунтував наявність критичної величини енергії вибуху, починаючи з якої відбувається ініціювання детонації, вказав на існування в газосвесях багатофронтових режимів детонаційного горіння ; Дані результати знайшли застосування в ряді галузевих організацій при проєктуванні та розробці зразків нової техніки. Досліджуючи течії у надзвукових соплах газодинамічних лазерів, він знайшов оптимальні профілі сопел та початкові параметри складу робочої суміші газів. Запропонував новий тип імпульсного ГДЛ — імпульсно-періодичний електроіонізаційний лазер з несамостійним розрядом, провівши при цьому повний розрахунок і теоретичний аналіз його роботи з виявленням оптимальних умов такого лазера   .
Володимир Левін, виявив новий клас аеродинамічних форм головних частин літальних апаратів, які мають (порівняно з осесиметричними формами) істотно менший хвильовий опір, володіючи вищою аеродинамічною якістю. Виявив оптимальні форми зондів, що можуть рухатися в атмосфері Юпітера, для яких променистий приплив енергії мінімальний. Виявив якісно новий ефект стабілізації затуплених конічних тіл шляхом вдування газу з їхньої носової частини. У 1988 році спільно з П. Ю. Георгієвським висунув ідею використання локалізованого енерговкладу в потік, що набігає, що дозволяє знизити опір тіла, що летить з надзвуковою швидкістю. Теоретично обґрунтував та експериментально підтвердив новий закон подібності при надзвуковому обтіканні плоских поверхонь із сильним розподіленим вдувом. Досліджуючи взаємодію затупленого тіла, що швидко летить, з тепловою неоднорідністю, Володимир Левін виявив і пояснив ефект кумуляції енергії на його поверхні (даний ефект викликає різку зміну аеродинамічних навантажень, яка може призвести до руйнування літального апарата)   .
Під керівництвом Володимира Левіна проведено великий пласт робіт, пов'язаних із дослідженням фізичних процесів в океані, великомасштабних атмосферних явищ, тайфунів з використанням методів супутникового моніторингу, математичного моделювання та паралельних обчислень.
Співавтор близько 250 наукових публікацій, Левін є автором 16 винаходів у галузі аеродинаміки, газової динаміки, горіння, детонації, електромагнітної газодинаміки, теорії плазми тощо. Серед його учнів — 33 кандидати наук, з яких 5 захистили докторські дисертації.

## Відзнаки
28 вересня 2009 року Президент Російської Федерації Медведєв Дмитро Анатальович, вітаючи академіка Володимира Левіна з 70-річчям, писав: «Великий фахівець у галузі надзвукової аеродинаміки та фізики вибуху, своїми відкриттями Ви забезпечили лідерство вітчизняної науки з цілого ряду фундаментальних напрямів . А результати Ваших досліджень широко застосовують у ракетно-космічній промисловості, служать зміцненню оборонного потенціалу нашої країни» .

## Нагороди і премії
- Лауреат Державної премії Російської Федерації (2002) — за цикл робіт «Ініціювання та поширення хвиль детонації у відкритому просторі» (спільно з В. В. Марковим, Г. Г. Чорним, А. А. Борисовим, С. М. Когарка, А. А. Васильєвим, В. П. Коробейниковим (Посмертно), В. В. Митрофановим (посмертно))[22]
- Лауреат премії С. А. Чаплигіна (АН СРСР, 1975) — спільно з Р. р. Чорним[23]
- Лауреат премії М. Є. Жуковського зі срібною медаллю (1981) — спільно з І. І. Ліпатовим, В. Ф. Захарченко [4]
- Лауреат премії М. В. Ломоносова I ступеня (МДУ, 1991) — за цикл робіт «Надзвукове обтікання тіл за наявності зовнішніх джерел енерговиділення» (спільно з П. Ю. Георгієвським та К. В. Краснобаєвим) [24]
- Медаль ордену «За заслуги перед Батьківщиною» II ступеня (1999) — за великий внесок у розвиток вітчизняної науки, підготовку висококваліфікованих кадрів та у зв'язку з 275-річчям Російської академії наук[25]
- Орден Пошани (2011) — за великий внесок у розвиток вітчизняної науки та багаторічну плідну діяльність[26]
- Медаль М. В. Келдиша (2011) — за заслуги перед вітчизняною космонавтикою[12] [11]
- Медаль Нюми Мансона (2013) — за видатний внесок у дослідження динаміки вибуху та реагуючих систем[27]
- Звання «Заслужений професор Московського університету» (2014)[7]

## Публікації

### Окремі видання
- Вигдорович И. И., Левин В. А. Сверхзвуковое обтекание тел с интенсивным вдувом. — М. : Изд-во Моск. ун-та, 1983. — 34 с.
- Левин В. А. Детонация. Горение. — Владивосток : ИАПУ ДВО РАН, 1995. — 53 с.

### Деякі статті

#### Механіка детонації та вибуху
- Чёрный Г. Г., Левин В. А. . Асимптотические законы поведения детонационных волн // Прикл. математика и механика. — 1967. — Т. 31, вып. 3 (25 березня). — С. 393—405.
- Коробейников В. П., Левин В. А. . Сильный взрыв в горючей смеси газов // Изв. АН СССР. Механика жидкости и газа. — 1969. — № 6 (25 березня). — С. 48—51.
- Левин В. А., Марков В. В. . Возникновение детонации при концентрированном подводе энергии // Физика горения и взрыва. — 1975. — Т. 11, № 4 (25 березня). — С. 623—633.
- Левин В. А., Марков В. В., Осинкин С. Ф. . Моделирование инициирования детонации в горючей смеси газов электрическим разрядом // Химическая физика. — 1984. — Т. 3, № 4 (25 березня). — С. 617—620.
- Левин В. А., Марков В. В., Осинкин С. Ф. . Прямое инициирование детонации в смеси водорода с кислородом, разбавленной азотом // Изв. РАН. Механика жидкости и газа. — 1992. — № 6 (25 березня). — С. 151—156.
- Левин В. А., Журавская Т. А. . Распространение сходящихся и расходящихся ударных волн в условиях интенсивного теплообмена // Прикл. математика и механика. — 1996. — Т. 60, вып. 5 (25 березня). — С. 752—760.
- Левин В. А., Смехов Г. Д., Хмелевский А. Н. . Численное моделирование образования окиси азота при горении метановоздушных смесей // Физика горения и взрыва. — 1997. — Т. 33, № 1 (25 березня). — С. 12—23.
- Левин В. А., Марков В. В., Журавская Т. А., Осинкин С. Ф. . Нелинейные волновые процессы при инициировании и распространении газовой детонации // Труды МИАН РАН. — 2005. — Т. 251 (25 березня). — С. 200—214.
- Левин В. А., Марков В. В., Журавская Т. А., Осинкин С. Ф. . Инициирование, распространение и стабилизация детонационных волн в сверхзвуковом потоке // Проблемы современной механики: к 85-летию со дня рождения академика Г. Г. Чёрного / Под ред. А. А. Бармина. — М. : Изд-во Моск. ун-та, 2008. — 639 с. — ISBN 978-5-211-05518-6. — С. 240—259.
- Журавская Т. А., Левин В. А. . Исследование некоторых способов стабилизации детонационной волны в сверхзвуковом потоке // Изв. РАН. Механика жидкости и газа. — 2012. — № 6 (25 березня). — С. 126—136.
- Левин В. А., Мануйлович И. С., Марков В. В. . Инициирование и распространение многомерных волн детонации // Физика горения и взрыва. — 2015. — Т. 51, № 1 (25 березня). — С. 47—56.
- Журавская Т. А., Левин В. А. . Стабилизация детонационного горения высокоскоростного потока горючей газовой смеси в плоском канале // Изв. РАН. Механика жидкости и газа. — 2015. — № 2 (25 березня). — С. 117—128.

#### Динаміка реагуючих середовищ
- Чёрный Г. Г., Бишимов Е., Коробейников В. П., Левин В. А. . Одномерные нестационарные течения горючей смеси газов с учётом конечной скорости химических реакций // Изв. АН СССР. Механика жидкости и газа. — 1968. — № 6 (25 березня). — С. 7—19.
- Левин В. А., Луценко Н. А. . Движение газа через пористые объекты с неравномерным локальным распределением источников тепловыделения // Теплофизика и аэромеханика. — 2008. — Т. 15, № 3 (25 березня). — С. 407—417.
- Левин В. А., Луценко Н. А. . Нестационарные течения газа через осесимметричные пористые тепловыделяющие объекты // Математическое моделирование. — 2010. — Т. 22, № 3 (25 березня). — С. 26—44.

#### Оптимізація аеродинамічних форм
- Деев А. А., Левин В. А., Пилюгин Н. Н. . О форме тела с минимальным полным потоком лучистой энергии к его поверхности // Изв. АН СССР. Механика жидкости и газа. — 1976. — № 4 (25 березня). — С. 84—88.
- Сахаров В. И., Левин В. А., Карловский В. Н. . Обтекание затупленных тел с передними иглами при наличии вдува через их поверхность // Изв. АН СССР. Механика жидкости и газа. — 1987. — № 4 (25 березня). — С. 128—133.
- Георгиевский П. Ю., Левин В. А. . Сверхзвуковое обтекание тел при наличии внешних источников тепловыделения // Письма в «Журнал технической физики». — 1988. — Т. 14, № 8 (25 березня). — С. 684—687.
- Георгиевский П. Ю., Левин В. А. . Нестационарное взаимодействие сферы с атмосферными температурными неоднородностями при сверхзвуковом обтекании // Изв. РАН. Механика жидкости и газа. — 1993. — № 4 (25 березня). — С. 174—183.
- Георгиевский П. Ю., Левин В. А. . Управление обтеканием различных тел с помощью локализованного подвода энергии в сверхзвуковой набегающий поток // Изв. РАН. Механика жидкости и газа. — 2003. — № 5 (25 березня). — С. 154—167.
- Левин В. А., Скопина Г. А. . Поведение вектора вихря скорости в сверхзвуковых потоках за поверхностями разрывов // Теплофизика и аэромеханика. — 2007. — Т. 13, № 3 (25 березня). — С. 381—389.
- Георгиевский П. Ю., Левин В. А., Сутырин О. Г. . Эффект кумуляции при взаимодействия скачка уплотнения с локальной областью газа повышенной или пониженной плотности // Изв. РАН. Механика жидкости и газа. — 2011. — № 6 (25 березня). — С. 146—154.
- Ларин О. Б., Левин В. А. . Влияние внешнего источника тепловыделения на отрыв турбулентного сверхзвукового пограничного слоя перед плоской ступенькой // Письма в «Журнал технической физики». — 2012. — Т. 38, № 19 (25 березня). — С. 53—60.